# Музей искусств университета Луизианы
Музей искусств при университете штата Луизиана (англ. Louisiana State University Museum of Art, Baton Rouge) — художественная галерея в американском городе Батон-Руж (штат Луизиана), основанная в 1959 году; является частью университета штата Луизиана — сегодня располагается в местном арт-центре «Шоу»; проводит временные выставки произведений современного искусства.